# ميثيل كلورو أيزوثيازولينون
الميثيل كلورو أيزوثيازولينون يُشار إليه أيضًا بالاختصار (MCI) هو مادة حافظة لها مفعول قاتل للبكتيريا والفطريات وتنتمي لمجموعة الأيزوثيازولينون. وتؤثر هذه المادة تأثيرًا فعالًا على البكتيريا إيجابية الجرام، والبكتيريا السلبية الجرام، والخميرة، والفطريات الأخرى.
توجد الميثيل كلورو أيزوثيازولينون في العديد من منتجات العناية الشخصية ومستحضرات التجميل ذات الأساس المائي. استُخدمت هذه المادة أول مرة في مستحضرات التجميل في سبعينيات القرن العشرين. وتُستخدم هذه المادة في إنتاج الصمغ، والمنظفات، والطلاء، والوقود، والعديد من العمليات الصناعة. عندما يُستخدم الميثيل كلورو أيزوثيازولينون مع الميثيل أيزوثيازولينون، يُشار إلى الأول باسم كاثون سي جي وهو اسم العلامة التجارية المُسجلة الخاصة به.
يُمكن استخدام ميثيلكلوروأيزوثيازولينون مع مواد حافظة أخرى منها إيثيل البارابين، وكلوريد البنزالكونيوم، والبرونوبول.

## السلامة
يمكن أن تسبب مادة ميثيل كلوروأيزوثيازولينون ردود فعل تحسسية لدى بعض الناس. نشرت أول مادة حافظة كمسبب للحساسية في عام 1988. تم الإبلاغ أيضًا عن حالات التهاب الجلد التماسي التحسسي المتفاقم ضوئيًا ، أي تفاقم الآفات الجلدية بعد التعرض للشمس. تتسبب مادة ميثيل كلورو أيزوثيازولينون في صورتها النقية أو عالية التركيز في تهيج البشرة والأنسجة والحروق الكيميائية.
لا تضع الوكالة الدولية لبحوث السرطان مادة الميثيل كلورو أيزوثيازولينون في قوائم المواد المعروف أنها مسرطنة أو المواد التي يُحتمل أن تكون مُسرطنة أو المواد يُمكن أن تكون مسرطنة، وكذلك لم تصل الأبحاث في الجسم الحي إلى دليل لوجود نشاط مسرطن لهذه المادة.